# 手塚まき
手塚 まき（てづか まき）は、日本の女性声優。主にアダルトゲームに声をあてている。

## 人物紹介
・名前の由来は、その時、鉄火巻きを食べたかったから。
・揚げ物料理を作るのが苦手

## 出演
太字はメインキャラクター。

### アダルトアニメ
- 春恋*乙女 〜乙女の園で逢いましょう。〜（2008年、不動 如耶）

### アダルトゲーム
2003年
- えろコン 〜Erotic Controller 4U〜（朝川 舞）
- 天巫女姫（橘 椿）[3]

2005年
- ANGEL TYPE（川原 砂緒）
- 恋もも（咲峰 百花）[4]
- 天使ノ二挺拳銃 -Angelos Armas-（渡部 小巻）[5]
- プリンセスうぃっちぃず（委員長、ハムチュウ）[6]
- 魔法少女Twin☆kle（白神 静姫）
- 夜刀姫斬鬼行（桐生 月子）
- 夜明け前より瑠璃色な（フィーナ・ファム・アーシュライト）[7]

2006年
- プリンセスうぃっちぃずEXCELLENT（委員長、ハムチュウ）
- エーテルの砂時計〜ANGEL TIME〜（カタナ）[8]
- 春恋*乙女 〜乙女の園でごきげんよう。〜（不動 如耶）[9]
- PP -ピアニッシモ- 操リ人形ノ輪舞（相馬 葵）[10]

2008年
- スマガ（スピカ）[11]

2009年
- スマガスペシャル（スピカ）[11]
- 夜明け前より瑠璃色な-Moonlight Cradle- (フィーナ・ファム・アーシュライト)[12]
- はらみこ（神坂 舞）[13]

2013年
- 君と彼女と彼女の恋。（曽根 美雪）[14]

2015年
- ニトロプラス ブラスターズ -ヒロインズ インフィニット デュエル-（スピカ、曽根 美雪）※一般向作品

### オンラインゲーム
- あいりすミスティリア!〜少女のつむぐ夢の秘跡〜（2017年、アナスチガル・エルマー・エンゲル・ベルグルンド）- 18禁/全年齢版[15]

### ドラマCD
- プリンセスうぃっちぃず ドラマちっくCD（委員長）
- プリンセスうぃっちぃず ドラマちっくCDすぺしゃる（委員長）
- ドラマCD「夜明け前より瑠璃色な〜Fairy tale of Luna〜」（2006年、フィーナ・ファム・アーシュライト）
- ドラマCD「夜明け前より瑠璃色な〜The other side of LUNA〜」（2009年、フィーナ・ファム・アーシュライト）

### ラジオCD
- DJCD オーガスト放送局 修智館学院出張生徒会 Vol.3（2010年8月13日）

### 歌
- PCゲーム『夜明け前より瑠璃色な』挿入歌「WAX&WANE」